# Colonia Nuevo Progreso, Guanajuato
Colonia Nuevo Progreso är en ort i Mexiko.   Den ligger i kommunen León och delstaten Guanajuato, i den centrala delen av landet, 300 km nordväst om huvudstaden Mexico City. Colonia Nuevo Progreso ligger 1 777 meter över havet och antalet invånare är 263.
Terrängen runt Colonia Nuevo Progreso är huvudsakligen platt, men åt nordväst är den kuperad. Runt Colonia Nuevo Progreso är det tätbefolkat, med 683 invånare per kvadratkilometer. Närmaste större samhälle är León de los Aldama, 11,2 km norr om Colonia Nuevo Progreso. Omgivningarna runt Colonia Nuevo Progreso är en mosaik av jordbruksmark och naturlig växtlighet.